# Phaonia minuscula
Phaonia minuscula är en tvåvingeart som beskrevs av Albuquerque 1955. Phaonia minuscula ingår i släktet Phaonia och familjen husflugor. Inga underarter finns listade i Catalogue of Life.